# Natravnfugle
Natravnfugle (latin: Caprimulgiformes) er en orden af fugle med fire familier, hvoraf kun Natravne er repræsenteret i Danmark. Der findes cirka 119 arter. 

## Klassifikation
Natravnfuglenes systematik er meget omdiskuteret . Her ses den almindeligste inddeling af ordenen vha. et kladogram .
|  | Fedtfugle (Steatornithidae)                                                        |
|  |                                                                                    |
|  | Potuer (Nyctibiidae)                                                               |
|  |                                                                                    |
|  | \| \| Frømunde (Podargidae) \| \| \| \| \| \| Natravne (Caprimulgidae) \| \| \| \| |
|  |                                                                                    |
|  | Frømunde (Podargidae)                                                              |
|  |                                                                                    |
|  | Natravne (Caprimulgidae)                                                           |
|  |                                                                                    |

|  | Frømunde (Podargidae)    |
|  |                          |
|  | Natravne (Caprimulgidae) |
|  |                          |

Familien Uglesvaler Aegothelidae regnes her for en del af ordenen Sejlere (Apodiformes). Nogle steder bliver Natravnfugle delt i de to underordener Aegotheli og Caprimulgi 